# Lara Wolf
Lara Wolf (* 23. März 2000 in Zams) ist eine österreichische Freestyle-Skierin. Sie startet in den Disziplinen Halfpipe, Slopestyle und Big Air. Wolf war bis 2023 Sportlerin des Heeressportzentrums des Österreichischen Bundesheers.

## Werdegang
Wolf stammt aus der Gemeinde See. Sie startete zu Beginn der Saison 2014/15 in Stubai erstmals im Europacup und belegte dabei den neunten Platz im Slopestyle. Im weiteren Saisonverlauf errang sie fünf Podestplatzierungen, darunter zwei Siege im Slopestyle am Vogel und gewann damit die Slopestylewertung im Europacup. Bei den Juniorenweltmeisterschaften 2015 in Chiesa in Valmalenco wurde sie Zehnte in der Halfpipe und Vierte im Slopestyle. Im März 2015 debütierte sie in Silvaplana im Freestyle-Skiing-Weltcup und kam dabei auf den neunten Platz im Slopestyle. Nach Platz 12 im Slopestyle beim Weltcup in Cardrona zu Beginn der Saison 2015/16, gelang ihr im Europacup auf der Seiser Alm den zweiten Platz im Slopestyle und am Vogel und in St. Anton am Arlberg jeweils der erste Platz im Slopestyle. Der Wettbewerb in St. Anton wurde zugleich die österreichische Meisterschaft. Bei den Olympischen Jugend-Winterspielen 2016 holte sie die Bronzemedaille in der Halfpipe und errang zudem den vierten Platz im Slopestyle. Die Saison beendete sie wie im Vorjahr auf dem ersten Platz in der Slopestylewertung im Europacup. In der folgenden Saison kam sie bei vier Weltcupstarts zweimal unter die ersten Zehn und belegte damit den 98. Platz im Gesamtweltcup und den 15. Rang im Big-Air-Weltcup. Im Januar 2017 errang sie beim Europacup in St. Anton jeweils den dritten Platz im Slopestyle und im Big Air. Beim Saisonhöhepunkt, den Weltmeisterschaften 2017 in Sierra Nevada, wurde sie Siebte im Slopestyle. Im April 2017 errang sie bei den Juniorenweltmeisterschaften in Chiesa in Valmalenco den zehnten Platz im Slopestyle. Bei den Olympischen Winterspielen 2018 in Pyeongchang belegte sie den 16. Platz im Slopestyle und bei den X-Games Norway 2018 in Fornebu den sechsten Platz im Big Air. Im folgenden Jahr wurde sie bei den Weltmeisterschaften in Park City Zehnte im Big Air.
Am 5. Oktober 2023 gab Wolf überraschend das Ende ihrer aktiven Karriere bekannt. Sie konzentrierte sich auf ihr Studium der Kommunikationspsychologie sowie einer Ausbildung zur Fitnesstrainerin. Im November 2024 gab Wolf bekannt wieder als Leistungssportlerin aktiv werden zu wollen.
Bei ihrem ersten Weltcupwettkampf am 10. Januar 2025 erreichte sie am Kreischberg mit Rang 3 ihren ersten Podestplatz bei einem Big Air Weltcup. Bei den Weltmeisterschaften im Engadin gewann sie hinter der langjährigen Domintorin Mathilde Gremaud die Slopestyle-Silbermedaille und sorgte damit für die erste Medaille in dieser Disziplin einer österreichischen Skifahrerin.

## Erfolge

### Olympische Spiele
- Pyeongchang 2018: 16. Slopestyle
- Peking 2022: 14. Slopestyle, 21. Big Air

### Weltmeisterschaften
- Sierra Nevada 2017: 7. Slopestyle
- Park City 2019: 10. Big Air
- Aspen 2021: 7. Slopestyle, 23. Big Air
- Engadin 2025: 2. Slopestyle

### Weltcup
- 8 Platzierungen unter den besten 5, davon 2 Podestplätze

### Juniorenweltmeisterschaften
- Chiesa in Valmalenco 2015: 4. Slopestyle, 10. Halfpipe
- Chiesa in Valmalenco 2017: 10. Halfpipe

### X-Games
- X-Games Norway 2018: 6. Big Air

### Europacup
- 12 Podestplätze, davon 6 Siege

| Datum          | Ort           | Land       | Disziplin  |
| -------------- | ------------- | ---------- | ---------- |
| 20. März 2015  | Vogel         | Slowenien  | Slopestyle |
| 21. März 2015  | Vogel         | Slowenien  | Slopestyle |
| 12. März 2016  | Vogel         | Slowenien  | Slopestyle |
| 29. März 2016  | St. Anton     | Österreich | Slopestyle |
| 16. April 2021 | Piz Corvatsch | Schweiz    | Slopestyle |
| 18. April 2021 | Piz Corvatsch | Schweiz    | Big Air    |

### Olympische Jugend-Winterspiele
- Lillehammer 2016: 3. Halfpipe, 4. Slopestyle.